# Portrait historié

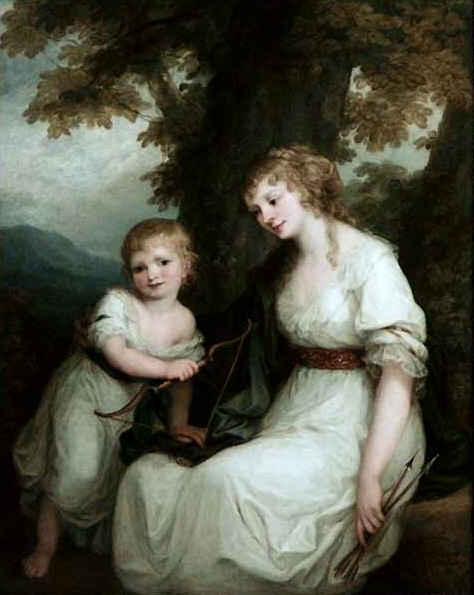
Juliane von Krüdener en haar zoon Paul hier afgebeeld als Amor en Venus, door Angelica Kaufmann, 1786.

Een portrait historié is een portretschilderij van individuen die uitgebeeld worden als mythologische, Bijbelse, legendarische, historische of literaire figuren. De term ontstond in Frankrijk in de late 18e eeuw. De kunstvorm is een samenvoeging van historiestukken en gelijkende portretten.

## Achtergrond
In de academie van de kunsten werd het historiestuk als hoogste kunstvorm gezien, pas daarna kwam het portret. Mogelijk probeerden de portretschilders door hun portretten als historiestukken uit te voeren, voor deze een hogere waardering te krijgen.
Deze manier van portretteren ontstond in de Nederlanden in het laatste deel van de 16e eeuw, maar kwam tot volle bloei na ongeveer 1630, zowel in de Republiek als in de Zuidelijke Nederlanden. Ferdinand Bol was een van de schilders die deze vorm van portretteren uitvoerde. Zo schilderde hij een portret van Margarita Trip als Minerva. Ook Rembrandt gebruikte deze manier van portretteren regelmatig, bijvoorbeeld in zijn schilderij het Joodse bruidje.
In de 18e eeuw werden dit soort portretten in Frankrijk en Engeland geschilderd. Zo werden de vrouwelijke leden van koninklijke families of andere adellijke vrouwen afgebeeld als godinnen, maar ook wel als Jeanne d'Arc, Maria Magdalena, de heilige Cecilia of als Titania, een figuur uit het toneelstuk een Midzomernachtdroom van Shakespeare. De vrouwen poseerden ook wel in de rollen van bijzondere heldinnen of heksen uit de klassieke oudheid, zoals Ariadne, Circe, Medea en  Cassandra. Mannen werden in deze periode minder vaak op een dergelijke manier afgebeeld dan vrouwen.

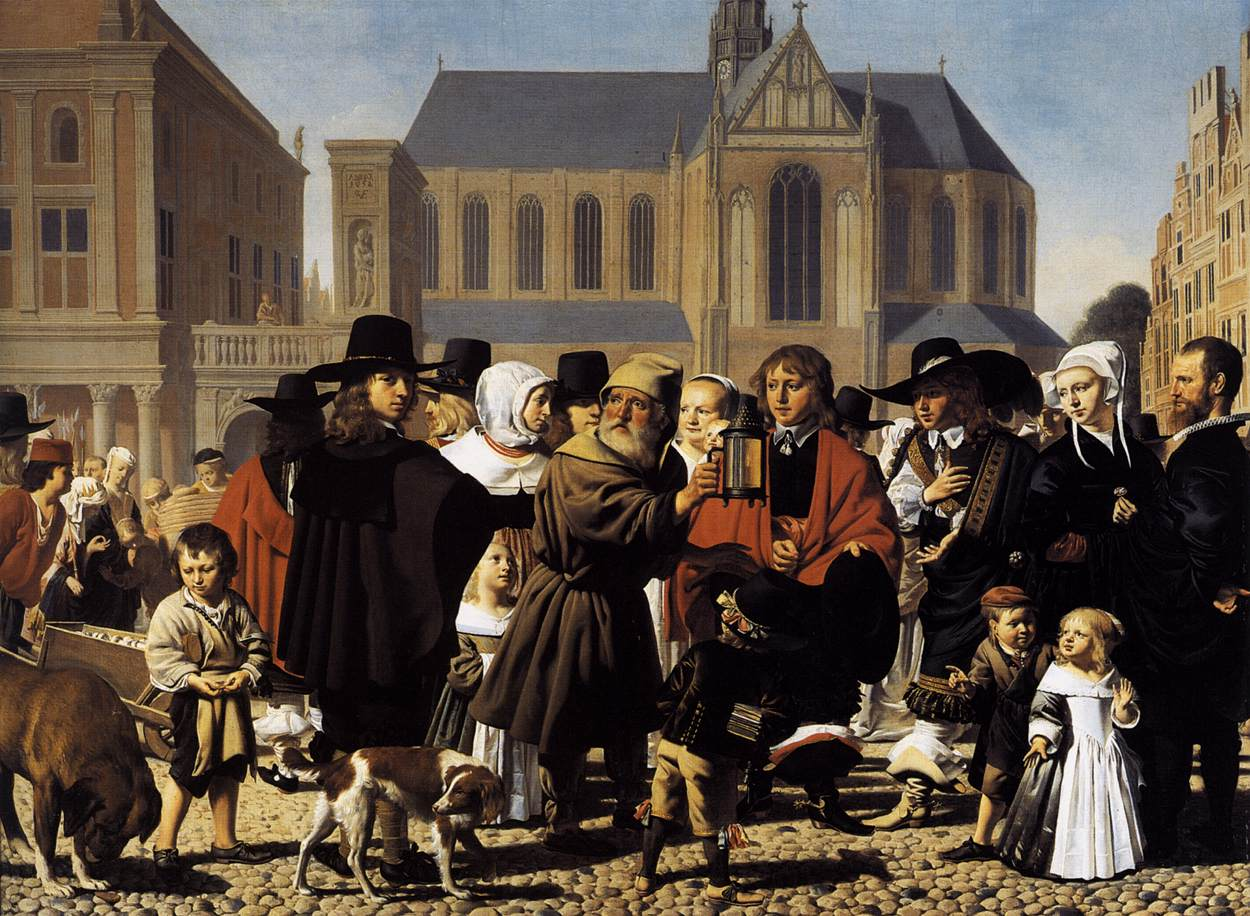
Caesar van Everdingen schilderde de familie Steyn als portrait historié, met als titel "Diogenes zoekt een mens".

Franse kunstenaars die zo schilderden waren onder andere Nicolas de Largillière, Jean Marc Nattier en Louise Élisabeth Vigée Le Brun. Voorbeelden onder de Engelse kunstenaars zijn George Romney en Joshua Reynolds. Ook de Zwitserse Angelica Kauffmann schilderde op deze manier. 

## Wetenswaardigheden
- Sommige donorportretten kunnen als een vroege vorm van het portrait historié gezien worden. De donors van een schilderij worden daarbij namelijk soms als heiligen uitgebeeld, in plaats van als zichzelf.